# Acadêmicos do Morro
Acadêmicos do Morro é uma escola de samba de Sapucaia do Sul, Rio Grande do Sul. Foi fundada em 1 de maio de 1998. 
Em 2010, fazendo uma homenagem a João Cândido - o Almirante negro - a escola conquistou o carnaval de sua cidade.

## Segmentos

### Presidentes
| Nome                 | Mandato | Ref.  |
| -------------------- | ------- | ----- |
| Luiz Carlos de Mello | ? - ?   | [ 1 ] |

## Carnavais
| Ano                          | Colocação   | Grupo | Enredo | Ref.          |
| ---------------------------- | ----------- | ----- | --- | ------------- |
| 2005                         |             | Único | Sob os signos dos meses a grande Fênix Negra renasce no efêmero do carnaval.                                              |               |
| 2008                         | 3º lugar    | Único | Acadêmicos do Morro é Sapucaia do Sul mostrando a importância social, econômica e cultural das cidades do Vale dos Sinos. |               |
| 2009                         | Vice-campeã | Único | Homenagem a África. | [ 3 ]         |
| 2010                         | Campeã      | Único | Uma História de Bravura e Coragem – João Candido a Acadêmicos do Morro.                                                   | [ 2 ] [ 4 ]   |
| 2011                         | 4º lugar    | Único | No cinquentenário de Sapucaia a Acadêmicos canta a sua história.                                                          | [ 5 ] [ 6 ]   |
| 2012                         | Vice-campeã | Único | O bravo índio capilé | [ 7 ] [ 8 ]   |
| 2013                         | 3º lugar    | Único | 15 anos na passarela, Acadêmicos do Morro é cultura e tradição com orgulho de ser raiz nesse chão.                        | [ 9 ] [ 10 ]  |
| 2014                         | Vice-campeã | Único | Serra gaúcha: beleza sem igual.                                                                                           | [ 11 ] [ 12 ] |
| Sem desfile oficial em 2015. |             |       | |               |

## Títulos
- Campeã de Sapucaia do Sul: 2001[1], 2002[1], 2010[2]

## Prêmios
Estandarte de Ouro
- 2011: Melhor bateria, harmonia, fantasia luxo, comissão de frente, porta-estandarte, samba-enredo e intérprete.[6]
- 2012: Melhor passista masculino e passista feminino.[8]